# Сражение при Кестамбере
Сражение при Кестамбере (фр. Bataille de Questembert) — состоявшееся в 888 или 890 году вблизи Кестамбера сражение, в котором войско бретонцев под командованием графа Ванна и Нанта Алена I Великого и графа Ренна Юдикаэля разгромило войско викингов.

## Исторические источники
Наиболее подробные свидетельства о сражении при Кестамбере находятся в хронике Регино Прюмского. Эти же сведения почти дословно были заимствованы анонимным автором «Мецских анналов». Несмотря на достоверность передаваемых этими историческими источниками фактов, хронология упоминаемых в них событий подвергается современными историками серьёзному сомнению. Также о борьбе бретонцев с викингами на рубеже 880-х—890-х годов сообщается в «Ведастинских анналах», в «Англосаксонской хронике» и в «Нантской хронике».

## Датировка сражения
В средневековых источниках содержатся противоречивые свидетельства о войнах бретонцев и викингов в 888—890 годах. В хронике Регино Прюмского о них сообщается в записях о событиях 874 и 890 годов: в первом случае повествуется о битве и гибели в ней реннского графа Юдикаэля, во втором — сначала о борьбе за бретонский престол графов Алена I Великого и Юдикаэля, а затем о победах над викингами Алена и Беранже, наследника владений Юдикаэля. Свидетельства других источников также неоднозначны, так как плохо согласуются со свидетельствами Регино. Подобные затруднения испытывали ещё историки Позднего Средневековья: например, бретонский хронист Пьер ле Бу на основании имевшихся в его распоряжении источников (теперь частью утерянных) датировал сражение при Кестамбере 878 годом.
На основании этого в современной историографии существуют два мнения по вопросу датировки сражения при Кестамбере. Часть историков считает, что битва состоялась в 888 году, а нападение викингов на город Сен-Ло и последующее их изгнание из Бретани — в 890 году. Другие же исследователи придерживаются точки зрения, согласно которой и сражение при Кестамбере, и разорение викингами Сен-Ло произошли в один год: они датируют эти события 890 годом. В пользу более поздней даты свидетельствует один из документов, датированный 889 годом, в котором граф Юдикаэль упоминается как ещё живой.
Также точно не известно, какого именно числа состоялось сражение при Кестамбере. Указывается, что это не могло произойти ранее 1 августа и позднее 8 ноября. Такой вывод делается на основании документов из картулярия Редонского аббатства: в хартии от 1 августа Ален I Великий ещё титулуется только графом Ванна (лат. «provincial Warochioe comes»), а в дарственной от 8 ноября он уже назван королём Бретани (лат. «Alan omni Britannica proesidens regioni»).

## Предыстория
После убийства в 874 году Саломона в Бретани началась борьба за власть, вызвавшая распад королевства на несколько частей. Сначала претендентами на бретонский престол были графы Паскветен Ваннский и Гурван Реннский, а затем их наследники Ален I Великий и Юдикаэль. Этими междоусобиями воспользовались викинги, значительно активизировавшие свои нападения. В результате набегов в середине 880-х годов норманнам удалось установить контроль над частью Бретани, и даже в 886 году разграбить Нант. Изменился и характер их действий: если раньше основной целью их вторжений было получение материальных и денежных ценностей, то теперь они стали основывать в Бретани поселения. Возможно, они даже намеревались колонизировать бретонские земли подобно тому, как это сделали даны в Британии.
Угроза полного подчинения викингам заставила наиболее влиятельных представителей бретонской знати того времени — Алена I Великого и Юдикаэля — забыть о многолетней вражде и объединить свои силы для борьбы с общим врагом.
В 888 или 890 году большое войско викингов, ранее безуспешно осаждавшее Париж, вторглось в Бретань.
Часть норманнов высадилась на побережье Котантена, соединилась здесь с прибывшим из Франкии конным отрядом и осадила хорошо укреплённый Сен-Ло. Викинги не могли взять город почти год, до тех самых пор, пока им не удалось перекрыть подачу осаждённым воды. Вступив в переговоры со страдавшими от жажды и голода горожанами, викинги дали тем клятву в неприкосновенности их жизней, но нарушили обещание, как только перед ними были открыты городские ворота. Норманны ворвались в Сен-Ло и предались грабежам и убийствам. Бо́льшая часть жителей погибла, включая и возглавлявшего оборону епископа Кутанса Листа, а сам город был полностью разорён.
Другая часть викингов на судах обогнула Бретань и начала разорять Ваннское графство. Затем норманны разделились на два войска: одно из них направилось в сторону Нанта, другое — в сторону Ренна.

## Сражение
Тем временем графы Ален I Великий и Юдикаэль разработали план совместного нападения на викингов. Каждый из них должен был собрать войско в своих владениях и выступить в Ваннскую область. Координируя свои действия, военачальники намеревались поочерёдно разбить оба войска норманнов. Планировалось, что Юдикаэль будет атаковать авангард противника, а Ален I ударит викингам в тыл.
Войско Юдикаэля столкнулось с викингами на берегу Блаве ещё до того, как соединилось с войском Алена I Великого, и вопреки договорённостям самостоятельно атаковало неприятеля. Бретонцы нанесли норманнам тяжёлые потери, и заставили их отступить, но сам Юдикаэль пал на поле боя во время преследования врагов. Это позволило викингам провести контратаку и отбросить бретонцев к Кестамберу.
К тому времени сюда подошёл со своими воинами Ален I Великий. По свидетельству средневековых хроник, войско викингов насчитывало 15 000 человек. Бретонцев же, несмотря на то, что к войску графа Ванна примкнули и оставшиеся без командующего воины Юдикаэля, было намного меньше. Согласно преданиям, Ален I и все его воины поклялись, что в случае победы отдадут десятую часть своего имущества в дар Собору Святого Петра в Риме. Вслед за тем бретонцы стремительно атаковали викингов и разгромили их в кровопролитном сражении. Почти все норманны пали в битве: Регино Прюмский писал, что только четыреста из них спаслось, бежав на свои корабли. В тот же день прямо на поля боя Ален I был провозглашён воинами королём, таким образом восстановив единство Бретани, утраченное после убийства Саломона.

## Последствия
В средневековых хрониках упоминается ещё о двух победах, одержанных бретонцами над викингами в 890 году: Ален I Великий разбил их на Луаре, а граф Беранже — на берегах Куэнона. Эти поражения положили конец ежегодным атакам викингов на Бретань. Норманны покинули бретонские земли, уйдя в Западно-Франкское государство, и больше в правление Алена I Великого нападений на его владения не совершали.